# Charlie Trafford
Charlie Trafford (Calgary, 24 maggio 1992) è un ex calciatore canadese, di ruolo centrocampista.

## Carriera

### Club
Il 17 febbraio 2022 viene acquistato a titolo definitivo dalla squadra canadese del Cavalry.

### Nazionale
Il 13 ottobre 2015 ha esordito con la nazionale canadese giocando l'amichevole pareggiata 1-1 contro il Ghana.

## Statistiche

### Presenze e reti nei club
Statistiche aggiornate al 6 marzo 2022.
| Stagione             | Squadra              | Campionato           | Campionato | Campionato | Coppe nazionali | Coppe nazionali | Coppe nazionali | Coppe continentali | Coppe continentali | Coppe continentali | Altre coppe | Altre coppe | Altre coppe | Totale | Totale |
| Stagione             | Squadra              | Comp                 | Pres       | Reti       | Comp            | Pres            | Reti            | Comp               | Pres               | Reti               | Comp        | Pres        | Reti        | Pres   | Reti   |
| -------------------- | -------------------- | -------------------- | ---------- | ---------- | --------------- | --------------- | --------------- | ------------------ | ------------------ | ------------------ | ----------- | ----------- | ----------- | ------ | ------ |
| 2013                 | IFK Mariehamn        | VL                   | 7          | 2          | CF+CdL          | 0               | 0               | UEL                | 0                  | 0                  |             | -           | -           | 7      | 2      |
| feb.-mag. 2014       | TPS                  | VL                   | 5          | 0          | CF+CdL          | 2+3             | 0               |                    | -                  | -                  |             | -           | -           | 10     | 0      |
| mag.-dic. 2014       | KuPS                 | VL                   | 21         | 3          | CF+CdL          | -               | -               |                    | -                  | -                  |             | -           | -           | 21     | 3      |
| 2015                 | KuPS                 | VL                   | 28         | 5          | CF+CdL          | 3+4             | 0+1             |                    | -                  | -                  |             | -           | -           | 35     | 6      |
| Totale KuPS          | Totale KuPS          | Totale KuPS          | 49         | 8          |                 | 7               | 1               |                    | -                  | -                  |             | -           | -           | 56     | 9      |
| gen.-giu. 2016       | Korona Kielce        | EK                   | 3          | 0          | CP              | -               | -               |                    | -                  | -                  |             | -           | -           | 3      | 0      |
| 2016-mar. 2017       | Korona Kielce        | EK                   | 0          | 0          | CP              | 1               | 0               |                    | -                  | -                  |             | -           | -           | 1      | 0      |
| Totale Korona Kielce | Totale Korona Kielce | Totale Korona Kielce | 3          | 0          |                 | 1               | 0               |                    | -                  | -                  |             | -           | -           | 4      | 0      |
| mar.-giu. 2017       | Sandecja Nowy Sącz   | 1L                   | 8          | 0          | CP              | -               | -               |                    | -                  | -                  |             | -           | -           | 8      | 0      |
| lug.-ago. 2017       | RoPS                 | VL                   | 6          | 1          | CF              | -               | -               |                    | -                  | -                  |             | -           | -           | 6      | 1      |
| ago. 2017-2018       | Inverness            | SC                   | 26         | 0          | CS+CdL          | 1+0             | 0               |                    | -                  | -                  | SCC         | 1           | 0           | 28     | 0      |
| 2018-2019            | Inverness            | SC                   | 24+4       | 1+1        | CS+CdL          | 6+3             | 0               |                    | -                  | -                  | SCC         | 1           | 0           | 38     | 2      |
| 2019-2020            | Inverness            | SC                   | 20         | 0          | CS+CdL          | 3+3             | 1+0             |                    | -                  | -                  | SCC         | 4           | 1           | 30     | 2      |
| Totale Inverness     | Totale Inverness     | Totale Inverness     | 74         | 2          |                 | 16              | 1               |                    | -                  | -                  |             | 6           | 1           | 96     | 4      |
| 2020-2021            | Hamilton Academical  | SP                   | 16         | 0          | CS+CdL          | 0+1             | 0+1             |                    | -                  | -                  |             | -           | -           | 17     | 1      |
| Totale carriera      | Totale carriera      | Totale carriera      | 164        | 12         |                 | 30              | 3               |                    | 0                  | 0                  |             | 6           | 1           | 200    | 16     |

### Cronologia presenze e reti in nazionale
| Cronologia completa delle presenze e delle reti in nazionale ― Canada | Cronologia completa delle presenze e delle reti in nazionale ― Canada | Cronologia completa delle presenze e delle reti in nazionale ― Canada | Cronologia completa delle presenze e delle reti in nazionale ― Canada | Cronologia completa delle presenze e delle reti in nazionale ― Canada | Cronologia completa delle presenze e delle reti in nazionale ― Canada | Cronologia completa delle presenze e delle reti in nazionale ― Canada | Cronologia completa delle presenze e delle reti in nazionale ― Canada |
| Data                                                                  | Città                                                                 | In casa                                                               | Risultato                                                             | Ospiti                                                                | Competizione                                                          | Reti                                                                  | Note                                                                  |
| --------------------------------------------------------------------- | --------------------------------------------------------------------- | --------------------------------------------------------------------- | --------------------------------------------------------------------- | --------------------------------------------------------------------- | --------------------------------------------------------------------- | --------------------------------------------------------------------- | --------------------------------------------------------------------- |
| 13-10-2015                                                            | Washington                                                            | Ghana                                                                 | 1 – 1                                                                 | Canada                                                                | Amichevole                                                            | -                                                                     | 71’                                                                   |
| 11-11-2016                                                            | Cheonan                                                               | Corea del Sud                                                         | 2 – 0                                                                 | Canada                                                                | Amichevole                                                            | -                                                                     | 71’                                                                   |
| 22-3-2017                                                             | Edimburgo                                                             | Scozia                                                                | 1 – 1                                                                 | Canada                                                                | Amichevole                                                            | -                                                                     | 90’                                                                   |
| Totale                                                                |                                                                       | Presenze                                                              | 3                                                                     |                                                                       | Reti                                                                  | 0                                                                     |                                                                       |

## Palmarès

### Club

#### Competizioni nazionali
- I liga: 1

Sandecja Nowy Sącz: 2016-2017
- Scottish Challenge Cup: 2

Inverness: 2017-2018, 2019-2020
- Canadian Premier League: 1

Cavalry: 2024